# Строгац, Стивен
Генри Стивен Строгац (Steven Strogatz; род. 13 августа 1959) — американский математик и профессор прикладной математики в Корнелльском университете. 	Член НАН США (2024).
Он известен своими работами по изучению нелинейных систем, в том числе изучением синхронизации в динамических системах, исследованиями в различных областях прикладной математики, включая математическую биологию и теорию комплексных сетей.

## Биография
Строгатц учился в средней школе в 1972—1976. Окончив Принстонский университет, с отличием, получил степень бакалавра гуманитарных наук по специальности «Математика» в 1980 году, он получал стипендию Маршалла в Тринити-колледже в Кембридже с 1980 по 1982 годы, затем получил докторскую степень по прикладной математике в Гарвардском университете в 1986 году за его исследования по динамике цикла сон-бодрствование у человека.
Проведя три года в Гарварде он стал работать на факультете математики в Массачусетском технологическом институте в 1989 году. В 1994 году он переехал в Корнелл.
В начале своей карьеры, Строгац работал над различными проблемами в области математической биологии, в том числе геометрией суперспирализованных молекул ДНК, топологией трехмерных химических волн и коллективного поведения биологических осцилляторов, таких как стаи синхронно мигающих светлячков. В 1990-е годы его работы по нелинейной динамике и хаосу применялись в физике, технике и биологии.
В 1998 году Дункан Ваттс и Стивен Строгац из Корнеллского университета предложили первую модель сети Мир тесен. Они показали, что в сетях как естественно существующих, так и в созданных человеком, в таких как нейронная сеть, C. elegans и электрические сети, проявляется феномен «Мир тесен». Ваттс и Строгац показали, что начиная с обычной решётки и последующего добавления любого количества случайных связей, уменьшается диаметр — самый длинный путь между двумя любыми вершинами в сети, делая из самого длинного пути, самый короткий. Математическая модель, которую разработали Ваттс и Строгац для объяснения этого явления, стала широко применяться в различных областях.

## Награды и отличия
- 2013: AAAS Public Engagement with Science Award (2013)[8]
- Премия Льюиса Томаса (2015)
- 2019: Премия Пойи (SIAM)[9]

## Научные книги
- Удовольствие от Х
- Ритм Вселенной. Как из хаоса возникает порядок в природе и в повседневной жизни.
- Бесконечная Сила. Как математический анализ раскрывает тайны Вселенной.